# Undir trénu
Undir trénu é um filme de drama islandês de 2017 dirigido e escrito por Hafsteinn Gunnar Sigurðsson. Foi selecionado como representante de seu país ao Oscar de melhor filme estrangeiro em 2018.

## Elenco
- Steinþór Hróar Steinþórsson - Atli
- Edda Björgvinsdóttir - Inga
- Sigurður Sigurjónsson - Baldvin
- Þorsteinn Bachmann - Konrad